# Else Ury

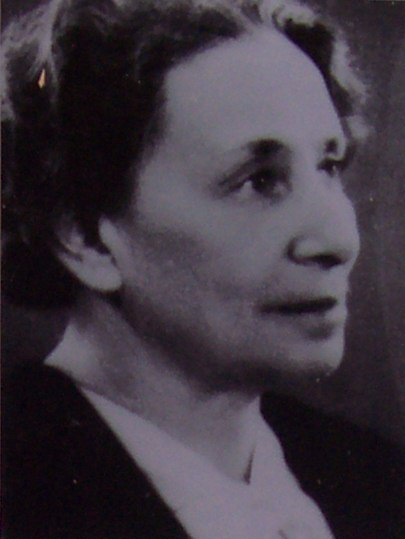
Else Ury

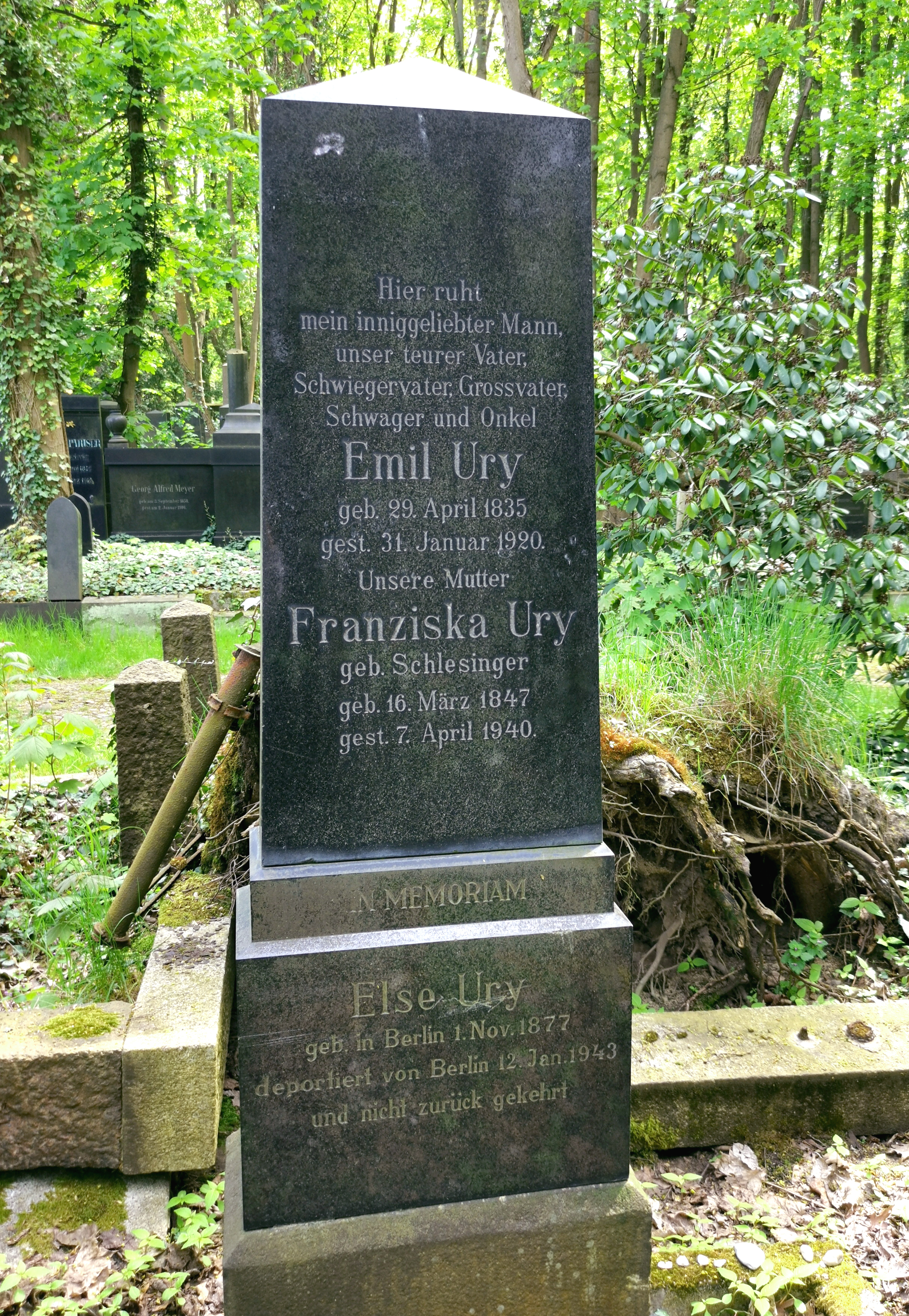
Familiengrab Ury mit Gedenkinschrift auf dem Jüdischen Friedhof Berlin-Weißensee (Feld P 2)

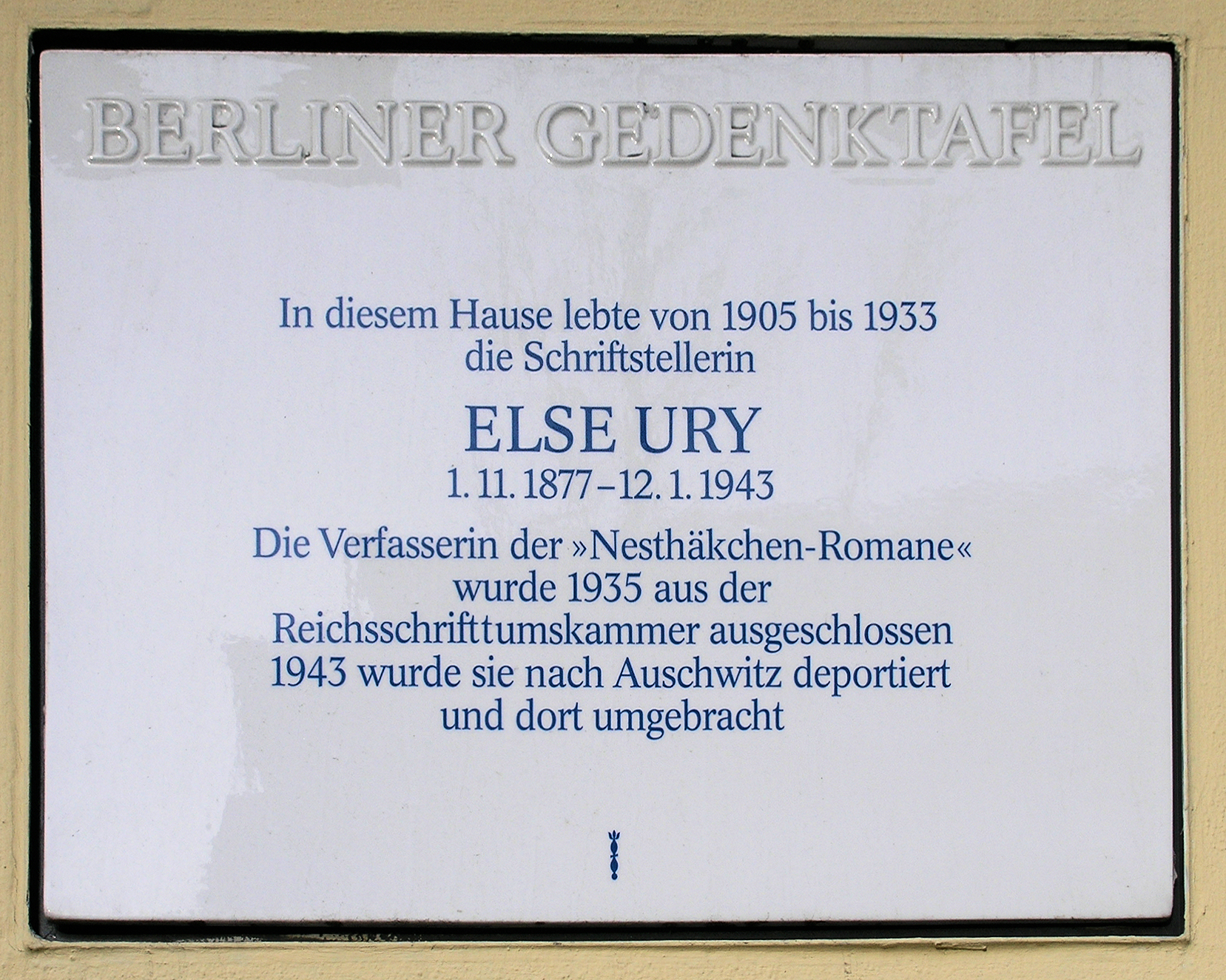
Gedenktafel in Berlin, Kantstr. 30 (1995)

Johanna Else Ury (geboren 1. November 1877 in Berlin-Mitte; gestorben 13. Januar 1943 im KZ Auschwitz-Birkenau) war eine deutsche Schriftstellerin, Kinderbuchautorin und ein Opfer des Holocaust.
Ihre bekannteste Figur ist die blonde Arzttochter Annemarie Braun, deren Leben sie in den insgesamt zehn Bänden der Reihe Nesthäkchen erzählt. Die Reihe ist bis heute, allerdings in einer gekürzten und dem heutigen Sprachstil angepassten Form, im Buchhandel erhältlich. Daneben schrieb sie eine Reihe weiterer Bücher und Erzählungen, die sich vor allem an Mädchen richteten und in denen sie überwiegend ein traditionell bürgerliches Familien- und Frauenbild vertrat.
Die in der ausgehenden wilhelminischen Zeit und der Weimarer Republik bekannte und beliebte Kinderbuchautorin wurde als Jüdin unter dem Regime der Nationalsozialisten entrechtet, deportiert und im deutschen Vernichtungslager Auschwitz-Birkenau unmittelbar nach Ankunft des Deportationszuges aus Berlin 1943 in einer Gaskammer ermordet.

## Leben

### Jugend

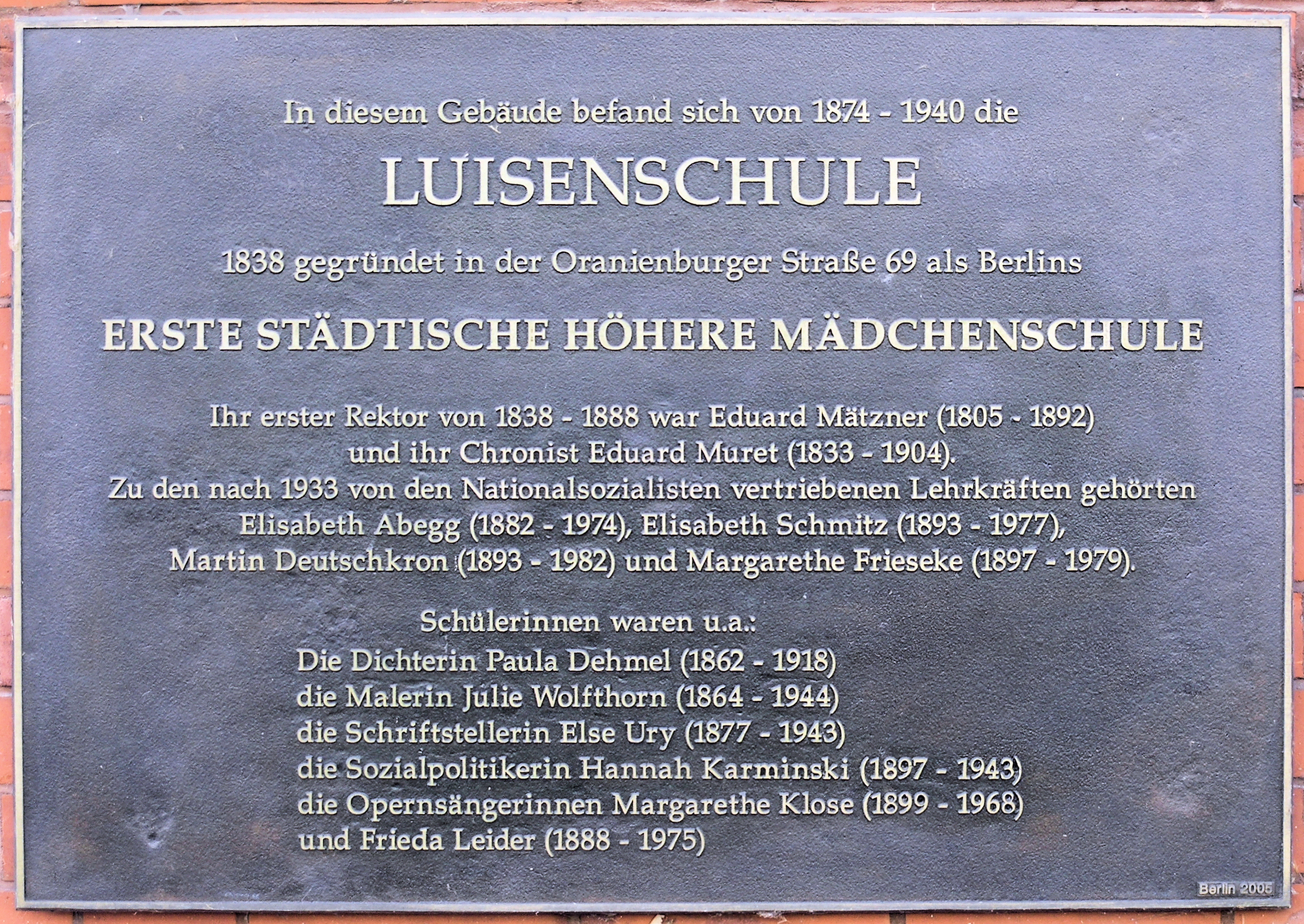
Gedenktafel am Haus Ziegelstraße 12, in Berlin-Mitte

Ury wurde als drittes Kind des Berliner Tabakfabrikanten Emil Ury und seiner Frau Franziska, geb. Schlesinger, in der Heilige-Geist-Straße 21 in Berlin geboren und Johanna Else genannt. Die Familie Ury zählte während der Kindheit Else Urys zu den wohlhabenden, liberal gesinnten Bildungsbürgern der wilhelminischen Zeit. Emil Ury gehörte der jüdischen Gemeinde an: „Vater Ury entrichtete regelmäßig seinen Obolus für die Gemeinde, feierte am Freitagabend mit der Familie das Shabbatmahl, zündete am Chanukka-Fest die Kerzen an.“ Christliche Feiertage wie Weihnachten und Ostern wurden als Kinderfeste begangen; die Urys waren assimilierte Juden und begriffen sich als patriotische Deutsche.
Bis 1905 lebte die Familie in Berlin-Mitte. Die älteren Brüder Ludwig und Hans besuchten das Gymnasium und studierten anschließend Medizin beziehungsweise Jurisprudenz. Else und ihre jüngere Schwester Käthe besuchten dagegen die Königliche Luisenschule, ein privates und schulgeldpflichtiges Lyzeum, dessen Unterrichtsschwerpunkt auf Fächern wie Handarbeiten, englische und französische Konversation, Musik, Zeichnen und Etikette lag. In der Erziehung der beiden Mädchen spiegelt sich die klare Rollenverteilung zwischen den Geschlechtern, die den Männern die Berufs- und Erwerbsarbeit, den Frauen hingegen als Aufgabenfeld Haushalt und Familie vorbehielt. Für beide Mädchen war die zehnte Klasse – wie üblich für Mädchen ihrer Zeit – die letzte Klasse ihrer Schulausbildung. 1894, in dem Jahr, in dem Else Ury die Schule verließ, gab es noch keine Mädchengymnasien in Berlin. Die einzige Weiterbildung, die entsprechend den damaligen Konventionen einer jungen Frau aus gutbürgerlichem Hause offenstand, war der Besuch eines Lehrerinnenseminars. Ihre jüngere Schwester besuchte eine dieser Einrichtungen und machte vor ihrer Ehe noch das Lehrerinnenexamen. Else Ury erlernte keinen Beruf, sondern lebte weiterhin bei ihren Eltern. Auch dies war für ihre Zeitgenossinnen aus gutbürgerlichen Familien eine typische Lebensstation (Volker Ullrich nannte in seinem Werk über das Deutsche Kaiserreich den Zeitraum nach dem Abschluss der Schulausbildung die „Phase der gepflegten Langeweile, des Wartens auf den Heiratskandidaten, in die sich mit zunehmender Dauer die Furcht mischte, als ‚Alte Jungfer‘ sitzenzubleiben“.).
Das erste überlieferte Werk der Autorin ist das Theaterstück Im Bahnhofsrestaurant Danziger Röss’l, das sie 1898 für den Polterabend ihrer Cousine Martha Davidsohn verfasste und in dem sie auch selbst auftrat.
Marianne Brentzel vermutet in ihrem Buch Nesthäkchen kommt ins KZ, dass Else Ury ab 1900 zunächst Reiseberichte und Märchen in der Vossischen Zeitung unter einem Pseudonym veröffentlichte. Für diese Auffassung gibt es bislang keine Belege.

### Erste Bücher
1905 erschien Else Urys erstes Buch Was das Sonntagskind erlauscht, eine Märchensammlung, von der bis 1927 55.000 Exemplare verkauft wurden. Das Buch richtete sich an ein christliches Publikum. Der aufwändig gestaltete Einband zeigte einen von Weihnachtsbäumen eingerahmten Nikolaus; die Bildtafel in der Mitte einen Engel, und eine der Geschichten (Das Abendgebet) erzählt von einem Kind, dessen Abendgebet eine Missionarsfamilie in der Kolonie Deutsch-Südwestafrika vor der Ermordung durch Hereros rettet (in dieser Geschichte finden sich laut Wolfgang Benz auch „rassistische Ressentiments“). Dass sich Else Ury dem Schreiben von Märchen widmete, ist nicht erstaunlich: Märchen waren im ersten Drittel des 20. Jahrhunderts die am weitesten verbreitete kinderliterarische Gattung.
Im gleichen Jahr zog die Familie nach Charlottenburg, dem „neuen Westen“; dies bedeutete einen sozialen Aufstieg.
Else Urys zweites Buch Studierte Mädel ragt aus ihrem Gesamtwerk durch sein Thema heraus. Ury macht hier ein einziges Mal in ihrem Schaffen deutlich, dass eine akademische Ausbildung für Mädchen kein Hindernis für Eheglück und Familie sein muss. Das Buch erschien 1906 und wurde sowohl von der Presse als auch vom Publikum wohlwollend aufgenommen. Das Erscheinen des Buches fiel in die Zeit, als Frauen allmählich an deutschen Universitäten zugelassen wurden. Das Thema war daher modern und zeitgemäß; gleichzeitig fehlten dem Buch aber emanzipatorische Forderungen, wie sie etwa von Gertrud Bäumer oder gar Clara Zetkin vertreten wurden. Die beiden weiblichen Hauptpersonen des Buches heiraten, und für die eine ist die Ehe sogar der Anlass, ihr Studium vorzeitig abzubrechen. Das Buch wurde nicht nur von jungen Mädchen gelesen; Else Ury fand mit diesem Werk auch eine Leserschaft unter erwachsenen Frauen. Für Ury gleichfalls ungewöhnlich ist die negative Darstellung des Adels in diesem Buch. Kritik am Adel, der zu Beginn des 20. Jahrhunderts seinen ökonomischen Bedeutungsverlust durch ein Beharren auf seinen politischen Privilegien kompensierte, war in der Literatur zu Beginn des 20. Jahrhunderts durchaus gängig; aber im Schaffen von Else Ury tritt sie in dieser Schärfe nur in diesem Buch auf.
Studierte Mädel war das Buch, das Else Ury bekannt machte. Mehrmals erschien ihr Foto in Zeitungen; Mädchenzeitschriften warben um Vorabdrucke ihrer Erzählungen. Else Ury band sich an die Zeitschrift Das Kränzchen, in der ihr nächstes Buch Vierzehn Jahr' und sieben Wochen (Fortsetzung: Dornröschen) und einige weitere Backfischgeschichten, zunächst als Fortsetzungsgeschichte, abgedruckt und später von der UDV (Union deutsche Verlagsgesellschaft) in Buchform in der beliebten Reihe der Kränzchen-Bibliothek aufgelegt wurden. 1908 folgte ein weiterer Märchen- und Erzählband mit dem Titel Goldblondchen. 1913 erhielt Else Ury mit diesem Buch die einzige öffentliche Auszeichnung für ihre Bücher: Die Jugendschriften-Warte, das Mitteilungsblatt der „Vereinigten Prüfungsausschüsse“, klassifizierte diesen Märchenband als lesenswert für Kinder der 3. Klasse. Sie war damit die einzige Frau, die 1913 eine solche Auszeichnung durch den Vereinigten Deutschen Prüfausschuss für Jugendschriften erhielt. Die Auszeichnung, die Else Ury bezeichnenderweise für eine Märchensammlung und nicht für ihr zeitgemäßeres Buch Studierte Mädel erhielt, ist durchaus hoch zu werten. Frauen wie etwa Clementine Helm (Backfischchens Freuden und Leiden), Thekla von Gumpert oder Emmy von Rhoden (Der Trotzkopf), die als Vorgängerinnen von Else Ury vielgelesene Mädchenbücher geschrieben hatten, wurden pauschal als kitschig und für heranwachsende Mädchen als schädlich beurteilt.

### Nesthäkchen
Siehe Hauptartikel zur Nesthäkchen-Reihe.
Kurz vor dem Ersten Weltkrieg erschien mit Nesthäkchen und ihre Puppen der erste Band der Nesthäkchenreihe, die bis 1925 auf insgesamt zehn Bände anwuchs. Die Erzählungen machten Else Ury zu einer der bekanntesten Kinderbuchautorinnen der Weimarer Zeit und ihre Titelheldin Annemarie Braun, die goldblonde Arzttochter aus Berlin, zu einer Identifikationsfigur für viele Mädchengenerationen. Einige der Bände wurden in den 1930ern übersetzt und in Frankreich, Norwegen und den Niederlanden verlegt. Bis zu Beginn des 21. Jahrhunderts wurden von den Nesthäkchen-Büchern fast sieben Millionen Exemplare verkauft. 1983 wurden die drei ersten Bände als ZDF-Weihnachtsserie verfilmt; sie wurden seither mehrfach wiederholt. Bei einer Umfrage unter erwachsenen Frauen, die in Deutschland aufgewachsen waren, nannten am Ende des 20. Jahrhunderts 55 % Nesthäkchen unter den bekanntesten Mädchenbüchern an erster Stelle. Noch im Jahre 2004 wurde der erste Band der Reihe von Susanne Gaschke in ihrer Zusammenstellung von für Kinder besonders geeigneten Büchern genannt. 2006 veröffentlichte Steven Lehrer eine englische Übersetzung des 4. Bandes unter dem Titel Nesthäkchen and the World War.
Ury beschreibt mit dieser Kinderreihe fast ein ganzes Frauenleben von der Kaiserzeit bis zur Weimarer Republik. Rund siebzig Lebensjahre umfassen die 10 Nesthäkchen-Bände: In Nesthäkchen und ihre Puppen ist die Protagonistin Annemarie Braun ein aufgewecktes Mädchen im Vorschulalter. Else Ury stellt ihren jungen Leserinnen die Figur in direkter Ansprache vor:
Die ursprünglichen 6 Bände schildern Annemaries Kinder- und Jugendzeit bis zur Heirat, mit der Ury die Reihe eigentlich abschließen wollte. Die weiteren 4 Bände entstanden auf Wunsch des Verlegers und erzählen von Annemaries Kindern und Enkelkindern. In Nesthäkchen im weißen Haar (erschienen 1925) hält Nesthäkchen ihr erstes Urenkelkind im Arm.
Nesthäkchen zeigt eine meist heitere Kinderwelt, in der Mädchen und Jungen gleiche Stärken und Schwächen aufweisen können und miteinander spielend und wetteifernd aufwachsen.
Diese kindliche relative Gleichberechtigung entschwindet jedoch mit Eintritt in die Erwachsenenwelt, welche für die Mädchen ein Frauendasein vorsieht, dessen höchste Erfüllung das Aufgehen in Ehe und Familie ist, unter Preisgabe eigener Berufsziele und Talente, die, so scheint es, Frauen den Interessen ihrer Ehemänner gern unterordnen. Willig gibt Annemarie Braun nach nur einem Jahr ihr Medizinstudium auf, das sie begonnen hatte, weil sie später ihrem Vater in seiner Praxis assistieren wollte. Rudolf Hartenstein, den Annemarie Braun heiratet, ist gleichfalls Arzt, und gemeinsam mit ihm hat sie drei Kinder. Auch für Annemarie Brauns Töchter ist die Ehe die Erfüllung. Sogar ihre jüngste Tochter Ursel, die mit dem Vater leidenschaftlich um das ersehnte Gesangsstudium gekämpft hat, vergisst ihre beruflichen Ambitionen, als ein reicher Brasilianer sie heiraten möchte.
Else Ury schildert im 4. Band die Erlebnisse der nun zehnjährigen Annemarie Braun, deren Vater als Militärarzt in Frankreich dient, während die Mutter wegen des Kriegsausbruches nicht in der Lage ist, nach Deutschland zurückzukehren. Gemeinsam mit ihren zwei älteren Brüdern Hans und Klaus wird Annemarie in dieser Zeit von der Großmutter betreut. Zentrale Handlung der Erzählung ist die Begegnung mit ihrer neuen Mitschülerin, der Deutsch-Polin Vera, die zu Beginn der Erzählung kein Deutsch spricht. Vera wird von Nesthäkchen aus der Klassengemeinschaft als Ausländerin und angebliche „Spionin“ ausgegrenzt. Das ändert sich erst, als Veras Vater im deutschen Kriegsdienst an der Front fällt; die beiden Mädchen werden Freundinnen. Der Band endet mit den Worten:

„Mögen es bald die Friedensglocken sein, die Deutschland durchjubeln – das walte Gott. Mit diesem Wunsche nehme ich Abschied von Euch, meine lieben jungen Leserinnen. Auch mancher von Euch hat der Weltkrieg wohl, gleich unserem Nesthäkchen, Opfer auferlegt, kleine und größere. Aber ich bin davon durchdrungen, dass auch Ihr sie freudig fürs Vaterland auf Euch genommen habt. Wenn das schwere Ringen zu Ende und ein siegreicher Frieden unserer teuren Heimat beschieden ist, dann erzähle ich Euch, was aus Doktors Nesthäkchen wurde.“

Else Ury schrieb den vierten Band der Nesthäkchen-Geschichte Nesthäkchen und der Weltkrieg bereits während des Ersten Weltkriegs. Das Datum der Erstausgabe ist heute bei Ury-Kennern umstritten: Einige gehen von einer späteren Herausgabe nach dem Krieg aus (aufgrund von Papierknappheit). Andere halten es für wahrscheinlicher, dass der Band schon 1917 erschien; dafür spricht der Schlusssatz des Buches.

### Erster Weltkrieg

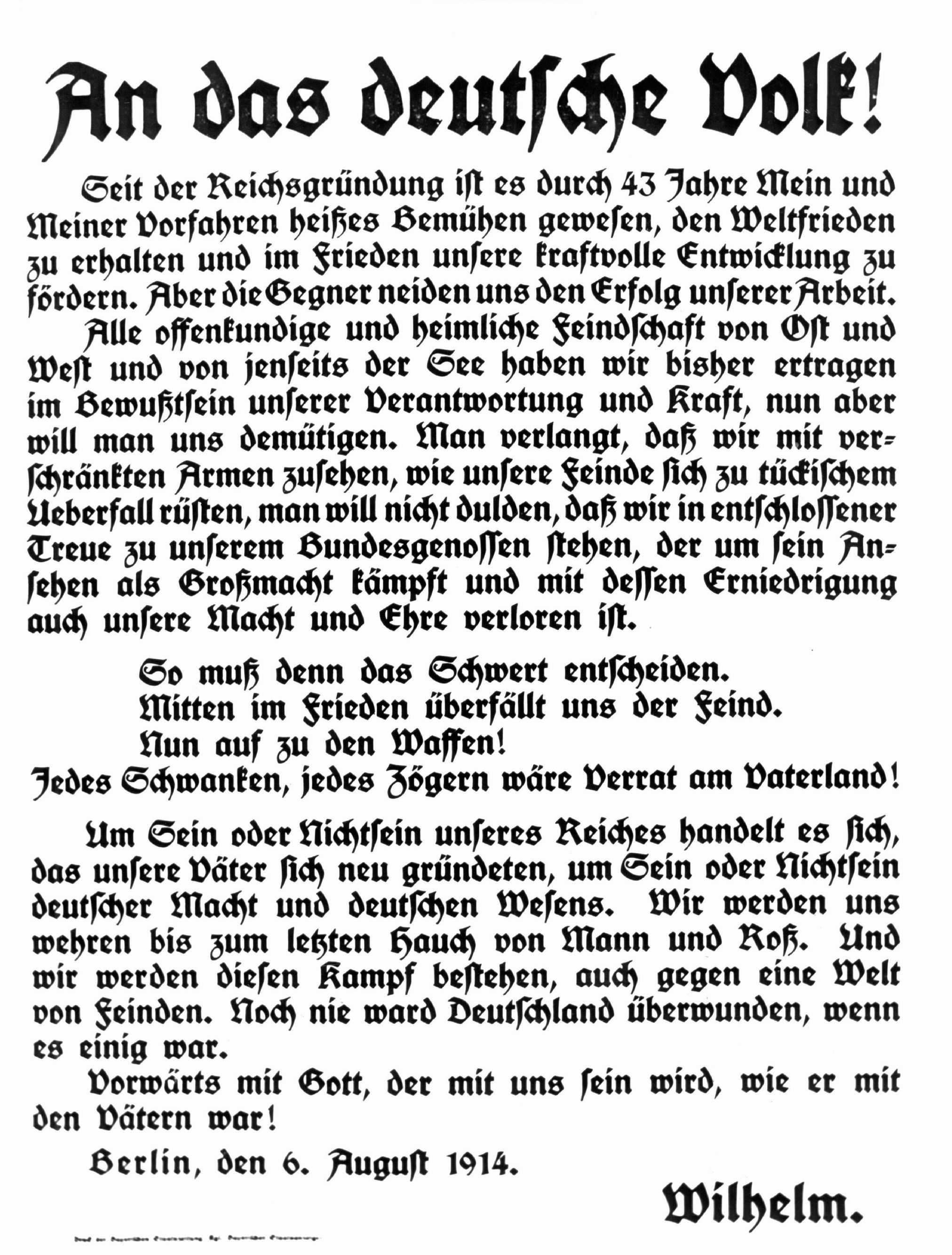
Aufruf von Kaiser Wilhelm II. zur Mobilmachung: „An das deutsche Volk“, Plakat vom 6. August 1914

Bis zum Ausbruch des Ersten Weltkriegs veröffentlichte Else Ury fünf weitere Bücher, die sie zu einer wohlhabenden Frau machten. Der Kriegsausbruch hatte die Familie Ury in ihrem traditionellen Ferienort, dem schlesischen Krummhübel, überrascht; woraufhin man umgehend heim nach Berlin reiste.
Else Ury teilte die allgemeine Kriegsbegeisterung, die in den ersten Tagen nach Kriegsausbruch herrschte. Bis zum Ausbruch des Krieges im Jahre 1914 war die Verfassungszusage aus dem Jahre 1870, die jüdischen Mitbürgern die rechtliche Gleichstellung im Deutschen Reich gewährte, vor allem von der Armee boykottiert worden. Juden hatten keine Chance, aktive Offiziere zu werden. Selbst zu Reserveoffizieren wurden sie zwischen 1885 und 1914 nicht befördert. Mit dem Ausbruch des Ersten Weltkriegs hatte jedoch Kaiser Wilhelm II. in seiner zweiten Balkonrede vom 1. August 1914 beteuert, dass er keine Parteien und Konfessionen mehr kenne, sondern nur noch Deutsche. Für viele jüdische Bürger schien der Zeitpunkt gekommen zu sein, unter Beweis zu stellen, dass man Angehöriger der deutschen Nation sei. Der Central-Verein deutscher Staatsbürger jüdischen Glaubens rief noch am Tag des Mobilmachungsbefehls auf, sich freiwillig zum Kriegsdienst zu melden:

„… In schicksalsernster Stunde ruft das Vaterland seine Söhne unter die Fahnen. Dass jeder deutsche Jude zu den Opfern an Gut und Blut bereit ist, die die Pflicht erheischt, ist selbstverständlich. Glaubensgenossen! Wir rufen Euch auf, über das Maß der Pflicht hinaus Eure Kräfte dem Vaterlande zu widmen! Eilet freiwillig zu den Fahnen! Ihr alle – Männer und Frauen – stellt Euch durch persönliche Hilfeleistung jeder Art und durch Hergabe von Geld und Gut in den Dienst des Vaterlandes!'“

10.000 deutsche Juden meldeten sich freiwillig zum Kriegsdienst für Deutschland. Else Urys Bruder, der Arzt Hans Ury, begleitete als Militärarzt einen der ersten Militärzüge nach Frankreich. Else Ury beteiligte sich an der Kriegsfürsorge des Nationalen Frauendiensts. Im Kriegsjahr 1916 druckte die Zeitschrift Das Kränzchen einen ihrer Kriegsromane, Lieb Heimatland, als Fortsetzungsroman ab. Else Urys Biografin Marianne Brentzel hat diese Erzählung als kriegsbegeistert, kaisertreu und voll naiver Parteilichkeit für die kriegsvertriebenen Ostpreußen bezeichnet. Patriotismus und Verharmlosung des Krieges finden sich auch in einigen anderen Werken Else Urys, z. B. in Flüchtlingskinder (1918) sowie in der Erzählung Eine kleine Heldin aus dem 1914 erschienenen Erzählungsband Huschelchen.
Über Else Urys Reaktion auf den verlorenen Krieg ist nichts bekannt.

### Erfolgsautorin Else Ury

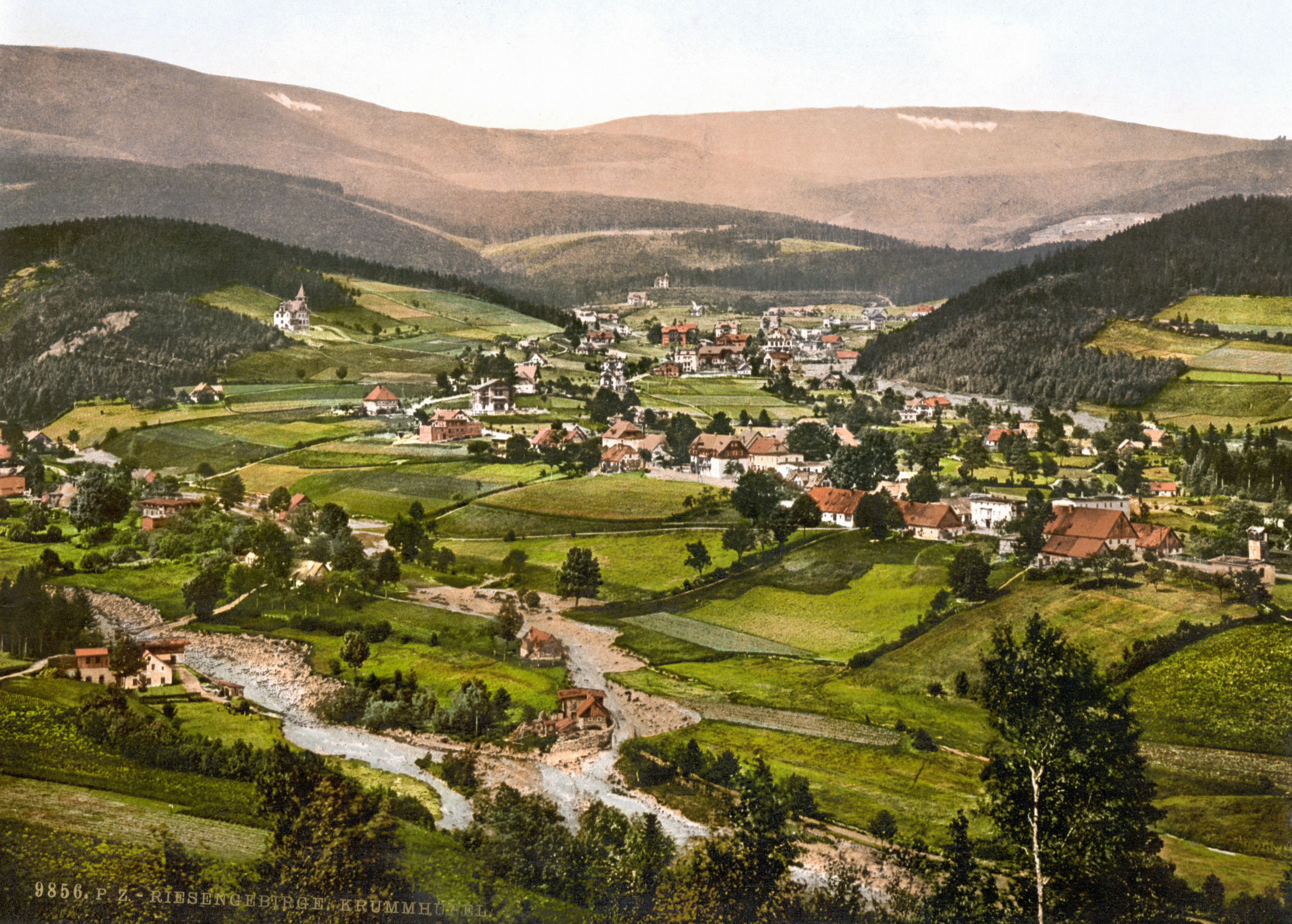
Krummhübel um 1900; in dem etwa 300 Kilometer von Berlin entfernt liegenden Ferienort erwarb Else Ury ihr Feriendomizil

Die Nesthäkchen-Reihe war 1925 mit dem letzten Band abgeschlossen. Seit 1923 arbeitete Else Ury zudem an einer neuen Kinderbuchreihe, die sie Professors Zwillinge nannte und die fünf Bände umfassen sollte.

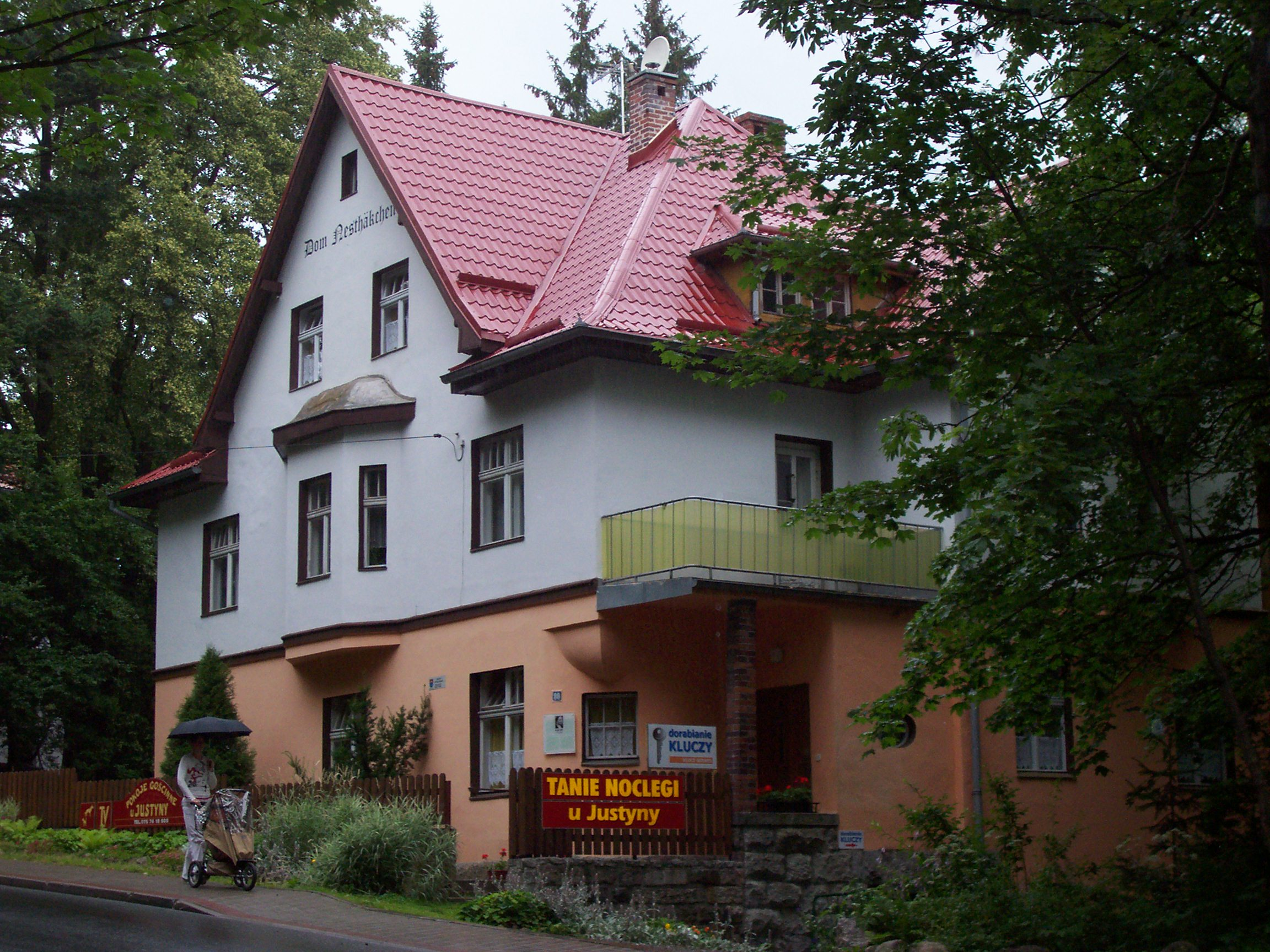
Ferienhaus von Else Ury im schlesischen Krummhübel

Die Reihe Nesthäkchen wurde für Ury und ihren Herausgeber, den Meidinger Verlag, der finanziell größte Erfolg. 1960 bezeugte der Leiter der Buch-, Musikalien und Kunstabteilung des Warenhauses Wertheim, zu dem auch der frühere Meidinger Jugendschriftenverlag gehörte, vor dem Nachlassverwalter von Else Ury, dass von 1922 bis 1933 die Auflage der Nesthäkchenbücher und die Serie Professors Zwillinge etwa eineinhalb bis eindreiviertel Millionen Exemplare betrug. Else Ury hat in dieser Zeitspanne eine Tantieme von etwa einer Viertelmillion Reichsmark erhalten.
Else Ury erhielt von ihren Verlagen ihr Honorar in Goldmark gezahlt und zählte damit zu den wenigen, die von der Inflation der 1920er Jahre persönlich wenig getroffen waren. Sie unterstützte die Familie ihrer Schwester, die als Beamtenfamilie unter den Auswirkungen der Inflation sehr viel stärker litt, indem sie während der Sommermonate ihren Neffen Klaus bei sich aufnahm. Durch ihren finanziellen Erfolg konnte sie sich in dem traditionellen Ferienort Krummhübel ein Haus kaufen, in dem sie eine Wohnung als Feriendomizil für sich und ihre Familie nutzte. Ihre Begeisterung für den unter Berlinern beliebten Ferienort im Riesengebirge hatte sie bereits in der 1920/1921 entstandenen Erzählung Hänschen Tunichtgut ausgedrückt. Ihr Haus taufte sie Haus Nesthäkchen und mindestens einmal bewirtete sie dort pressewirksam begeisterte Leserinnen ihrer Nesthäkchen-Reihe mit Kuchen und Schokolade. Der finanzielle Erfolg ermöglichte ihr auch, etwa um das Jahr 1927, gemeinsam mit ihrem Bruder Hans eine Reise nach Italien zu unternehmen.
Else Ury war in den späten 1920er Jahren eine geachtete Person des öffentlichen Lebens. Im Radio wurden seit 1926 ihre Geschichten vorgelesen. Zu Else Urys 50. Geburtstag am 1. November 1927 richtete ihr der Meidinger Jugendschriftenverlag einen Geburtstagsempfang im Berliner Adlon Hotel aus. Der Meidinger-Verlag richtete von 1929 bis 1932 die sogenannte Nesthäkchenpost ein, eine Kolumne im Meidinger-Kinderkalender, die es Ury ermöglichte, ihre umfangreiche Verehrerpost zu empfangen und öffentlich zu beantworten.

### Zeit der Verfolgung
Hitlers Machtergreifung wurde von vielen, auch von in ihrer politischen Anschauung gemäßigten Menschen begrüßt. Auch Else Ury zeigte in ihrem letzten, 1933 veröffentlichten Roman Jugend voraus! sehr chauvinistische, den Sprachduktus der Nationalsozialisten adaptierende Töne und Inhalte.
Erzählt wird die Geschichte einer Familie, die in materielle Nöte gerät, nachdem der Vater seine Stelle verliert. Die Mutter übernimmt Schreibarbeiten, angeblich weil das Vaterland die Mitarbeit von allen, ob Mann oder Frau, braucht, um wieder zu erstarken, tatsächlich jedoch, weil die Familie das verdiente Geld dringend benötigt. Die Ferienarbeit des Sohnes auf einem Bauernhof wird als Unterstützung des Bauernstandes als Grundstein des deutschen Volkes angepriesen. Wahrscheinlicher aber sollten die Stadtkinder auf dem Lande aufgepäppelt werden und halfen als Gegenleistung auf den Höfen.
Das Buch, das nach dem Judenboykott gegen jüdische Geschäfte am 1. April 1933, dem Entzug der kassenärztlichen Zulassung für jüdische Ärzte und den Bücherverbrennungen erschien, endet mit einer Demonstration zum 1. Mai, bei der Hitler und Hindenburg anwesend sind.

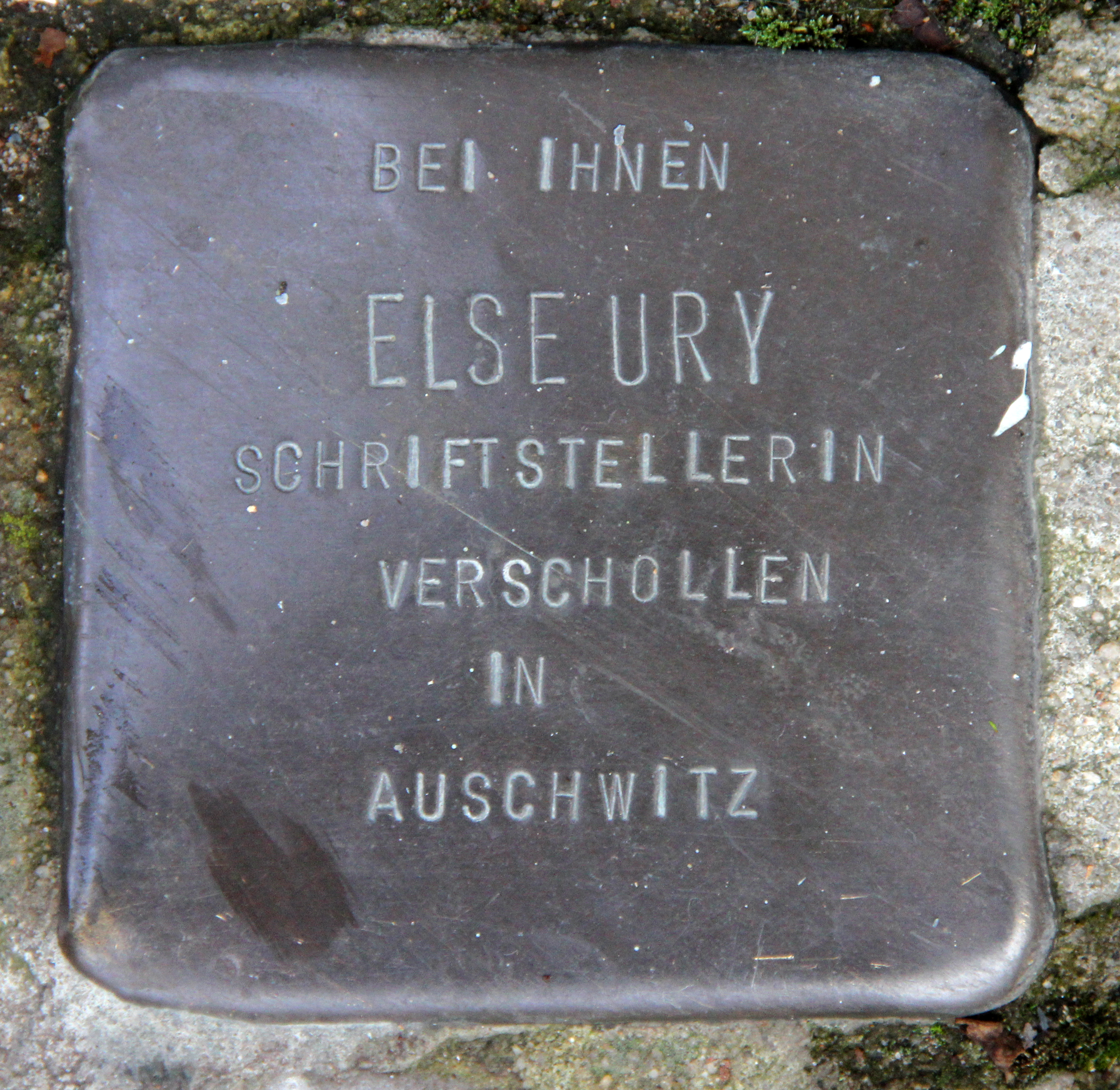
Stolperstein, Solinger Straße 10, in Berlin-Moabit

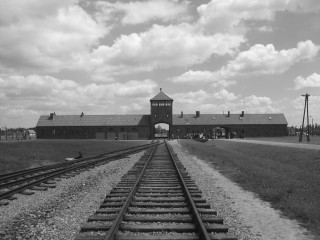
Blick von der Rampe zurück auf das Haupttor in Auschwitz-Birkenau

Marianne Brentzel schreibt über Else Ury in dieser Lebenssituation:

„Else Ury war eine unpolitische, konservative Frau des deutschen Bürgertums, die mit großer menschlicher Anteilnahme das Massenelend der Arbeitslosigkeit sah und im Sog der Massenbegeisterung Hitler für eine mögliche Lösung aus der tiefen Staatskrise hielt. Sie hat 1933 die Augen vor der politischen Wirklichkeit verschlossen, wie sie es vor den Geschehnissen im öffentlichen Raum ihr ganzes Leben getan hat. Sie hat einmal mehr der heilen, deutschen Familie ein Denkmal setzen wollen.“

Die Entrechtung der Juden im nationalsozialistischen Deutschen Reich erfolgte schleichend. In den zwölf Jahren der NS-Diktatur wurde kein einheitliches Judengesetz erlassen, sondern eine Vielfalt von über 2.000 Gesetzen und Erlassen, die bis 1941 die Juden in Deutschland schrittweise rechtlos machten.
Am 6. März 1935 wurde Else Ury aus der Reichsschrifttumskammer ausgeschlossen, was gleichbedeutend mit einem Berufsverbot für sie war. Dass Else Urys Bücher in Deutschland nach 1935 dennoch weiterhin sehr beliebt waren, zeigt sich an einem Kommentar in der Geschichte des deutschen Jugendbuches von 1942:

„Sie (die Backfischliteratur) führte zu den ebenso törichten, aber weit verbreiteten Fortsetzungsgeschichten von Emmy v. Rhoden ‚Trotzkopf‘ und den ‚Nesthäkchenbänden‘ der jüdischen Verfasserin Else Ury, die hier deshalb ausdrücklich aufgeführt wird, weil sie heute noch gelesen wird, ohne dass man über ihre Abstammung unterrichtet ist.“

Else Ury versuchte 1938/1939, einige ihrer älteren Märchen und Erzählungen ins Englische zu übersetzen und nach England zu verkaufen, doch der Versuch scheiterte letztlich. Der Hintergrund hierfür war nicht antisemitisch bedingt: Urys Neffe Klaus Heymann berichtet, dass er die Übersetzungen „ganz entsetzlich“ fand und der angesprochene Verleger Swifton die Geschichten als inhaltlich „nicht zeitgemäß“ ablehnte.
Else Urys Brüder durften – als Teilnehmer des Ersten Weltkriegs durch das Frontkämpferprivileg geschützt – zunächst in ihren Berufen als Rechtsanwalt und Arzt weiterarbeiten. Elses Bruder Hans, mit dem sie besonders eng verbunden war, beging im Sommer 1937 Selbstmord. Durch Rechtsverordnung wurde 1938 allen jüdischen Ärzten die Approbation und allen jüdischen Rechtsanwälten die Rechtsanwaltszulassung entzogen; Letztere durften nur noch unter der Bezeichnung Konsulenten die Interessen von Juden vertreten. Die Reisepässe von Juden wurden durch einen so genannten Judenstempel mit einem roten J gekennzeichnet. Mit einer Namensänderungsverordnung wurden Zwangsvornamen eingeführt. Einige Familienmitglieder von Else Ury emigrierten ins Ausland; ihre Neffen Fritz Ury und Klaus Heymann lebten bereits seit 1936 in London. Else Ury besuchte 1938 ihre Neffen eine Woche lang in London, kehrte aber nach Deutschland zurück, um weiterhin ihre gehbehinderte Mutter zu pflegen.

1948 berichtete Georg Kast, ein Angestellter der Commerzbank, bei der Else Ury Konten hielt, in einem Brief an Urys Neffen Klaus Heymann von einer Begegnung mit ihr im Jahre 1938:

„Ich stand persönlich sehr gut mit Ihrer Tante, und wir gingen in unseren Ansichten sehr conform. Meine noch zu einer Zeit, wo es möglich war, an Frl. Ury gerichtete Mahnung, auszuwandern, lehnte sie mit den Worten ab, die ich bis heute nicht vergessen habe: ‚Wenn meine Glaubensgenossen bleiben, dann habe ich so viel Mut, Charakter und die feste Entschlossenheit, ihr Los zu teilen.‘“

1939 gelang Else Ury eine letzte Reise zu ihrem Ferienhaus in Krummhübel. Auch hier trugen die Geschäfte die Schilder, die ihr als Jüdin den Zutritt verboten. Die Ladeninhaber waren jedoch bereit, der einstmals angesehenen Einwohnerin Ware zu liefern, wenn sie ihre Hausmeistersfrau schickte oder die Waren telefonisch bestellte. Zu diesem Zeitpunkt war bereits der Zwangsverkauf des Hauses eingeleitet: In der Verordnung über den Einsatz des jüdischen Vermögens vom 3. Dezember 1938 war unter anderem die Zwangsveräußerung von Grundeigentum in jüdischem Besitz verfügt. Erst am 9. April 1942 wurde Else Urys Haus beschlagnahmt und das Deutsche Reich als Eigentümer eingeschrieben. Möglicherweise war die Verzögerung darin begründet, dass sich kein Käufer fand.
1940 wurden von der nationalsozialistischen Regierung weitergehende Beschränkungen erlassen: Den Juden, die bereits seit 1939 kein Radio besitzen durften, wurden jetzt auch die Telefonanschlüsse entzogen, sie verfügten über keine Kleiderkarten mehr, Einkaufs- und Ausgehzeiten waren reglementiert, und Lebensmittelrationen wurden gekürzt. Nachdem Else Urys Mutter im April 1940 gestorben war, hatte Else Ury in Berlin keine Angehörigen mehr; ihre übrigen Familienmitglieder befanden sich in London und Amsterdam. 1941 bemühte sich Klaus Heymann um ein Kuba-Visum für seine Tante, allerdings erfolglos. Schriftliche Nachrichten konnte Else Ury nur noch selten übermitteln; ihrer Schwester Käthe und ihrem Schwager Hugo Heymann, die mit Tochter, Schwiegersohn und einem Enkel in Amsterdam lebten und später ebenfalls in Vernichtungslager deportiert und ermordet wurden, konnte sie noch am 20. September 1942 mitteilen, dass sie ein Testament zu Gunsten des in London lebenden Klaus Heymann bei einem jüdischen Rechtsanwalt in Berlin hinterlegt habe.
Am 6. Januar 1943 musste sich Else Ury in der Deportationssammelstelle in der Großen Hamburger Straße 26 in Berlin einfinden. Die Mitteilung über ihren Status als „Reichsfeindin“ und die daraus folgende Einziehung ihres Vermögens „zugunsten des Deutschen Reiches“ erreichte sie dort am 11. des Monats. Am 12. Januar 1943 wurde Else Ury bei der Deportation von Juden aus Deutschland im 26. so genannten „Osttransport“ des RSHA unter der Nummer 638 nach Auschwitz verbracht. Von den 1000 Berliner Juden, die mit diesem Zug am 13. Januar 1943 in Auschwitz ankamen, wurden nach der Selektion an der „Alten Rampe“ 127 Männer als „arbeitsfähige“ Häftlinge registriert und in das Lager eingewiesen; die übrigen 873 Zuginsassen, darunter Else Ury, wurden nicht als Häftlinge registriert und sofort nach Ankunft in der Gaskammer ermordet.
1995 wurde Else Urys alter Koffer im ehemaligen KZ Auschwitz entdeckt; mit weißer Farbe aufgemalt trägt er die Inschrift: „Transport Nr. / Else Sara Ury / Berlin – Solinger Str. 10“; bei Sara handelt es sich um den von den NS-Behörden einheitlich angeordneten Zwangsnamen. Der Koffer wird heute im Museum Auschwitz verwahrt.

## Dokumente über das Leben von Else Ury
In der Zeit der Vernichtung jüdischen Lebens während des Dritten Reiches sind auch die privaten Aufzeichnungen von Else Ury verlorengegangen. Erhalten geblieben sind einige wenige Briefe, die Else Ury an ihren in London lebenden Neffen Klaus Heymann schrieb, das kurze Lebenszeichen, das der in Amsterdam lebende Ludwig Ury und Else Ury auf einem Rot-Kreuz-Formular austauschten, sowie der Brief von Hugo Heymann an seinen Sohn Klaus, in dem er ihm mitteilte, dass Else Ury am 6. Januar 1943 deportiert worden war.
Vollständiger erhalten geblieben sind dagegen die amtlichen Schriftstücke, die die zunehmende Ausgrenzung Else Urys aus dem Leben in Deutschland belegen. Dazu gehören die Vermögenserklärung, die Else Ury 1941 abgeben musste, die amtliche Erklärung über den Entzug ihres gesamten Vermögens und die Zustellungsurkunde über die Aushändigung der Verfügung, die amtliche Inventarliste über die in ihrer Wohnung befindlichen Gegenstände und die offizielle Zuweisung der Wohnung an einen „Arier“, sowie die Antwort der Oberfinanzdirektion auf den Antrag des Bürgermeisters von Krummhübel, das Haus Nesthäkchen der „Reichsfeindin Else Sara Ury“ der Gemeinde unentgeltlich zu übertragen.

## Werk

### Werkbetrachtung
Urys Schaffen beschränkt sich auf Prosa: Kinder- und Jugendgeschichten und -romane. Die Zielgruppe der Erzählungen waren vor allem Mädchen bis ins höhere „Backfischalter“; aber auch viele Jungen lasen die Nesthäkchen-Serie und andere Werke der Ury.
Eine umfangreiche Rezeption zur Arbeit von Else Ury gibt es nicht. Die als rührselig, trivial, brav und kitschig beurteilten Backfischromane werden von der Literaturkritik nahezu völlig ignoriert. Auch wenn Else Ury aus diesem Genre allein schon wegen ihrer großen Leserschaft herausragt, gibt es in der Literaturwissenschaft keine detaillierte Aufarbeitung ihres Gesamtwerks.

#### Kulturelles Umfeld
Obwohl Else Ury einer jüdischen Familie entstammt, spielen ihre Geschichten nahezu ausschließlich in einem christlich-protestantischen Umfeld. Jüdisches Alltagsleben, Kulturgut und jüdische Traditionen tauchen nur in den Geschichten Die erste Lüge (erschienen 1911 im Wegweiser für Jugendliteratur) und Im Trödelkeller von 1908 auf (erschienen in der Sammlung preisgekrönter Märchen und Sagen, die auf Grund eines Preisausschreibens der Gesellschaft B’nai B’rith entstanden ist und im Loewe-Verlag in drei Auflagen veröffentlicht wurde).
In Die erste Lüge wird das Laubhüttenfest gefeiert, in dem Märchen Im Trödelkeller lässt Ury eine Mesusa vom Werdegang einer zunehmend assimilierten jüdischen Familie aus dem deutschen Bürgertum erzählen. Letztere Erzählung enthält möglicherweise autobiografische Elemente. (Die Anthologie Sammlung preisgekrönter Märchen und Sagen war ein Projekt der Gesellschaft B’nai B’rith, die sich international um die Bewahrung der jüdischen Kultur, religiöse Toleranz und die Bekämpfung des Antisemitismus bemüht.)
Die Gründe, warum Else Ury in ihren Erzählungen und Romanen ihren eigenen kulturellen Hintergrund weitgehend ignoriert, sind nicht überliefert. Es kann sowohl der Ausdruck einer sehr weitgehenden Assimilation ihrer eigenen Familie als auch die Reaktion auf den bereits während der wilhelminischen Zeit weit verbreiteten Antisemitismus sein.
Urys Nichte Martha Wallenberg sagte dazu in einem Interview, dass sie (die Kinder aus der Verwandtschaft) bei der Lektüre der Werke ihrer Tante nie auf die Idee gekommen wären, nach etwas Jüdischem zu suchen, und es habe ihnen auch nicht gefehlt. Ihr Empfinden glich der Haltung in der Parabel der drei Ringe aus Nathan der Weise von Lessing, in der die drei großen monotheistischen Religionen Judentum, Christentum, Islam als gleichwertig dargestellt werden. „Egal, was einer glaubt – der Mensch zählt, ob er nun Christ oder Jude oder sonstwas ist.“
Zudem lässt sich vermuten, dass die Verleger bessere Absatzchancen für Geschichten im typischen Milieu der meisten Leser sahen.
So werden in Urys Geschichten die Taufe, Konfirmation bzw. Kommunion und kirchliche Hochzeiten erwähnt. Das wichtigste Fest im Jahr ist Weihnachten und in den Erzählungen meist der Anlass, einen Teil des Spielzeugs an ärmere Kinder zu verschenken.

#### Familie und Gesellschaft
Die Familien, die Else Ury schildert, gehören in der Regel dem Bildungsbürgertum an, selbst wenn sie, wie zum Beispiel in Else Urys letztem Roman Jugend voraus, von materieller Not bedroht sind. In den meisten Erzählungen gehören die jungen Heldinnen jedoch Familien an, die verhältnismäßig begütert sind. Die Väter sind Ärzte, Professoren oder tragen den Titel eines Geheimrats.
Die Familie Braun der Nesthäkchen-Serie verfügt immerhin über drei Dienstboten: ein Stubenmädchen, eine Köchin und ein Kindermädchen, das die kleine Annemarie Braun rund um die Uhr betreut.
Die Schilderung dieser Dienstboten ist stereotyp. Das Stubenmädchen ist emsig; die Köchin ist dick, freundlich, herrscht energisch über ihr Reich und drückt ihr Wohlgefallen aus, indem sie den Kindern Leckerbissen zusteckt.
Selbst als Hausangestellte arbeiten zu müssen, ist dagegen unvorstellbar. In dem noch vor dem Ersten Weltkrieg erschienenen Roman Das graue Haus besteht eine der entehrendsten Demütigungen, die eine der drei Heldinnen erleidet, darin, dass sie als Hausangestellte ihr Geld selbst verdienen muss. Auch Annemarie Braun, die Nesthäkchenheldin, kommt eines Tages in die Verlegenheit, ein paar Tage als Kindermädchen arbeiten zu müssen. Ihre Latein- und Kunstkenntnisse, der Wunsch, nur mit Hut auf der Straße gesehen zu werden – zu der damaligen Zeit für eine Dame selbstverständlich –, und ihre Lektüre von Selma Lagerlöf verraten sie als Angehörige eines besseren Standes, die nur durch die Nachkriegswirren in diese Situation geriet. Nachdem ihr wahrer Stand entdeckt ist, wird sie selbstverständlich von ihrem Arbeitgeber als Pflegetochter behandelt.

#### Pädagogik
Die Geschichten – gleichgültig, ob sie von dem Nesthäkchen Annemarie Braun oder den anderen Heldinnen ihrer Erzählungen handeln – sind immer mit dem mehr oder weniger direkten Hinweis verknüpft, welche Eigenschaften ein Mädchen erwerben solle: Ordnung, Sauberkeit, Fleiß, Gehorsam, Pflichterfüllung, Hilfsbereitschaft: „Die Hauptsache bei dem kleinen Mädchen sind Ordnung und Betragen, das ist mehr wert als alle ‚Sehr gut‘“, kommentiert Annemarie Brauns Mutter die Zensuren ihrer Tochter, als ihr Zeugnis in allen Fächern ein „Sehr gut“ ausweist, jedoch in Betragen und Ordnung die Bewertung „Mangelhaft“. Diese Betonung bürgerlicher Tugenden ist allerdings kein spezifisches Merkmal von Else Urys Erzählungen. In der Zeit, in der Else Ury ihre Werke verfasste, verfolgte die Kinderliteratur überwiegend pädagogische Ziele. Insbesondere in den sogenannten Backfischromanen wurden dabei den Leserinnen die Eigenschaften vermittelt, die für ein bürgerliches Eheglück als Gattin und Mutter als notwendig erachtet wurden.
Else Urys Heldinnen fällt die Aneignung dieser Tugenden jedoch keineswegs leicht: Sie sind ungeschickt, eigensinnig und trotzköpfig. Dies hat vermutlich die Identifikation der Leserinnen mit den Heldinnen erleichtert und zur Beliebtheit von Else Urys Büchern beigetragen. Helga Karrenbrock hat in ihrer Untersuchung über die Kinderliteratur der Weimarer Zeit darauf hingewiesen, dass ein weiterer Bucherfolg dieser Zeit von der Umkehrung des in den Backfischromanen propagierten Tugendkatalogs lebte. Waldemar Bonsels Heldin Biene Maja widersetzt sich eigensinnig allen Regeln ihres Bienenvolkes und zählte in den 1920er Jahren zur Lieblingslektüre vor allem der Mädchen.

#### Humor
Ein weiterer Grund für die große Beliebtheit der Mädchenbücher liegt sicher in Else Urys Berliner Humor, der sich vor allem in der Nesthäkchen-Serie zeigt: Eine sehr bildhafte Sprache mit vielen Wortspielereien und -witzen sowie gelungene Situationskomik heben ihre Werke über den Durchschnitt sonstiger Backfischromane. Ein Beispiel aus Nesthäkchen und der Weltkrieg: Bruder Hans bringt ein Findelkind mit nach Hause, das Annemarie in überschwänglichem Patriotismus „Hindenburg“ nennt. (Hans will sagen, dies sei kein Vorname, doch Klein-Hindenburg „brüllt ihn nieder“.) Das Kindermädchen, das erst spät am Abend von einem Besuch heimkehrt, weiß nichts von dem einquartierten Baby. Die junge Frau erschrickt daher fürchterlich, als mitten in der Nacht im Kinderzimmer lautes Schreien ausbricht. Als auf ihre Frage „Annemarie, was ist das?“ das Mädchen antwortet: „Ach, das ist nur Hindenburg“, fragt sich die Kinderfrau entsetzt, ob ihr Schützling an Fieberwahn leidet.
Die Abenteuer, die Else Ury ihre Helden in ihren Erzählungen erleben lässt, haben häufig eine für den Leser sehr erheiternde Seite. Ein Loch im Schulheft entsteht, als Annemarie Braun versucht, Schreibfehler mit Bimsstein zu korrigieren; die Puppe verliert ihr Haar, als das Mädchen sie zu baden versucht; die vornehmen weißen Leinenstiefel werden gegen die Holzpantinen des armen Schiffermädchens eingetauscht; das Begrüßungsgedicht an die Königin von Dänemark wird von der Höhe eines Flaggenmasts vorgetragen.

## Gedenken, Sonstiges

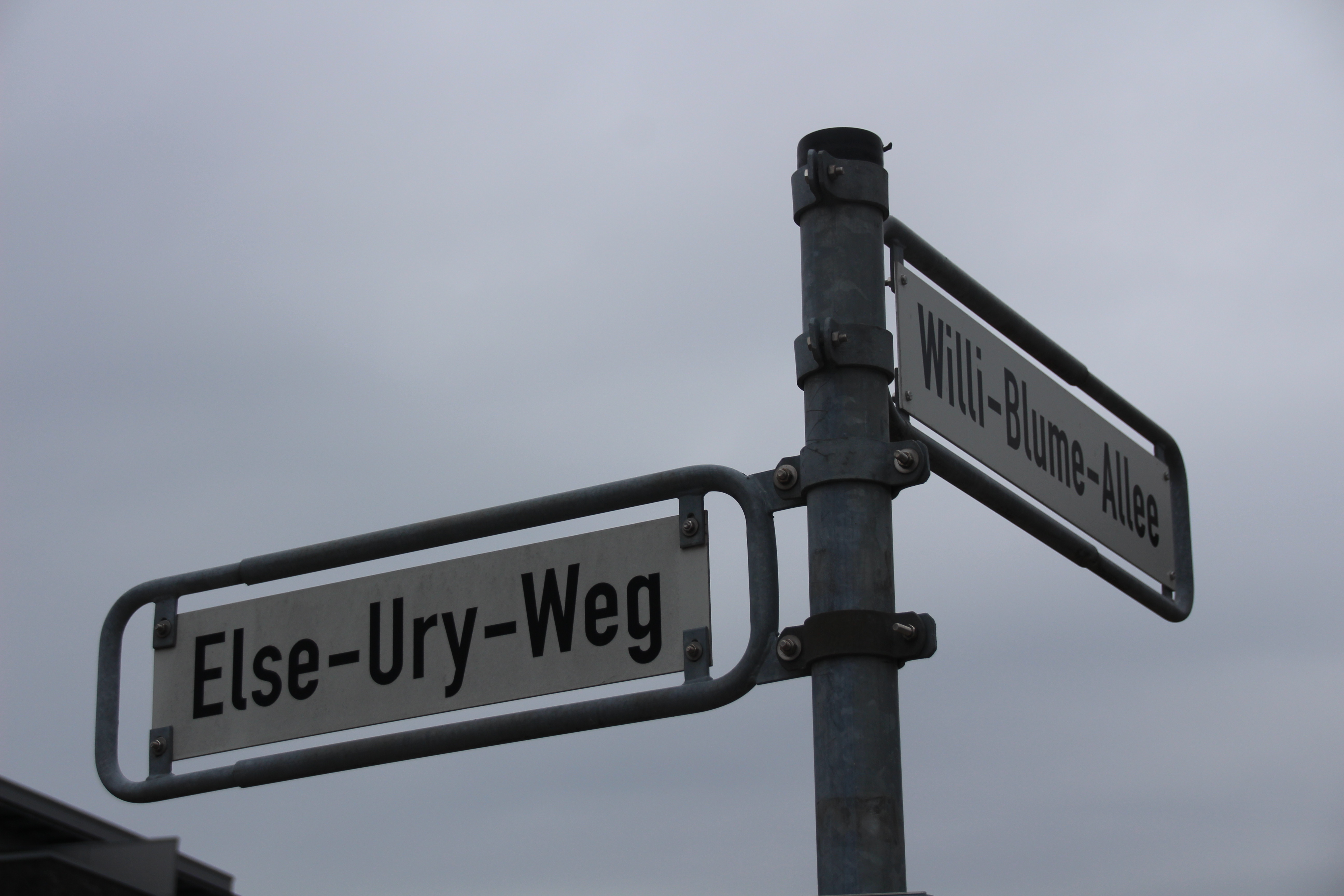
Straßenschild des Else-Ury-Weges

- Else Ury verfasste alle ihre Bücher handschriftlich mit Bleistift, oft in Schulschreibheften („Kladden“).
- Josephine Felsing, die Mutter der Schauspielerin Marlene Dietrich, war eine Klassenkameradin Else Urys.
- Auf dem Friedhof Berlin-Weißensee wurde am Grab der Familie Ury eine Gedenktafel für Else Ury angebracht (Abt. II, Grabfeld P).
- In Berlin-Charlottenburg befindet sich am Haus Kantstraße 30 eine Gedenktafel für Else Ury. Dort wohnte sie von 1905 bis 1933.[44]
- Das ehemalige Ferienhaus von Else Ury in Karpacz (heute Polen: ehemaliger Name Krummhübel, Riesengebirge) bekam, mit Einverständnis der polnischen Eigentümer, 2004 eine Tafel zum Gedenken an die Kinderbuchautorin.
- 2005 wurde von Michael Ebeling aus Marschacht (Niedersachsen) der ehemalige Schriftzug „Haus Nesthäkchen“ durch den Schriftzug „Dom Nesthäkchen“ an dem Ferienhaus ersetzt (siehe Foto oben).
- Ganz in der Nähe ihres ehemaligen Wohnhauses erhielt die kurze Passage, die den Savignyplatz an den S-Bahn-Bögen entlang mit der Bleibtreustraße verbindet, den Namen „Else-Ury-Bogen“. Die Passage wurde durch die dort gedrehten Szenen für Bob Fosses Verfilmung des Musicals Cabaret bekannt.
- Das Buch Sammlung preisgekrönter Märchen, in dem sich die Ury-Geschichte Im Trödelkeller befindet, wurde als Sammlung von Erzählungen aus dem jüdischen Kulturkreis Opfer der Bücherverbrennungen und ist daher heute antiquarisch das seltenste aller Ury-Bücher. Bei den anderen Büchern der Autorin war die Neuauflage verboten, Verkauf und Besitz aber weiterhin gestattet.
- Die 1988 in Hannover, Stadtteil Misburg-Nord zunächst als Alfred-Klabund-Weg angelegte Straße wurde im Jahr 2003 umbenannt in Else-Ury-Weg.[45]
- Eine öffentliche Bibliothek Berlins im Stadtteil Kreuzberg in der Glogauer Straße 13 trägt den Namen „Familienbibliothek Else Ury“.[46]

## Werkübersicht

### Nesthäkchen-Reihe
- 1913/1918 Nesthäkchen und ihre Puppen
- 1915/1918 Nesthäkchens erstes Schuljahr
- 1915/1921 Nesthäkchen im Kinderheim
- 1917/1921 Nesthäkchen und der Weltkrieg
- 1919 Nesthäkchens Backfischzeit
- 1921 Nesthäkchen fliegt aus dem Nest (nur die Ausgabe von 1927 enthält ein Nachwort von Else Ury)
- 1923 Nesthäkchen und ihre Küken
- 1924 Nesthäkchens Jüngste
- 1924 Nesthäkchen und ihre Enkel
- 1925 Nesthäkchen im weißen Haar (1928 wurde ein Kapitel („Das Radio“) von Else Ury neu überarbeitet und der moderneren Technologie angepasst)

### Professors Zwillinge-Reihe
- 1923 Professors Zwillinge Bubi und Mädi
- 1925/1926 Professors Zwillinge in der Waldschule
- 1927 Professors Zwillinge in Italien
- 1928 Professors Zwillinge im Sternenhaus
- 1929 Professors Zwillinge – Von der Schulbank ins Leben

### Romane

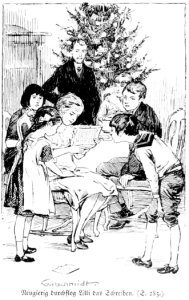
Illustration von Richard Gutschmidt für Lilli Liliput 1930: „Neugierig durchflog Lilli das Schreiben.“

- 1906 Studierte Mädel (ab der 26. Auflage von Else Ury selbst bearbeitet unter dem Titel Studierte Mädel von heute weiterverlegt)
- 1908 Goldblondchen
- 1910 Baumeisters Rangen
- 1911 Vierzehn Jahr’ und sieben Wochen (EA, Das Kränzchen 21 (1909/1910))
- 1913 Kommerzienrats Olly
- 1914 Das graue Haus (EA, Das Kränzchen 24 (1910/1911)) (In den 1920ern leicht bearbeitet neu aufgelegt)
- 1916 Dornröschen (EA, Das Kränzchen 26 (1913/1914, Fortsetzung zu Vierzehn Jahr' und sieben Wochen)) (In den 1920ern leicht bearbeitet neu aufgelegt)
- 1917 Das Ratstöchterlein von Rothenburg
- 1918 Flüchtlingskinder
- 1919 Lieb Heimatland (EA, Das Kränzchen 28 (1915/1916))
- 1920 Lilli Liliput (EA, Das Kränzchen 30 (1917/1918), ab der 11. Auflage illustriert von Richard Gutschmidt)
- 1921 Hänschen Tunichgut
- 1925 Lillis Weg (EA, Das Kränzchen 35 (1922/1923) unter dem Titel Lillis Weg ins Dichterland, Fortsetzung zu Lilli Liliput)
- 1929 Studierte Mädel von heute
- 1930 Das Rosenhäusel
- 1930 Wie einst im Mai (EA, Das Kränzchen 40 (1927/1928))
- 1933 Kläuschen und Mäuschen
- 1933 Jugend voraus

### Kurzgeschichtensammlungen
- 1905 Was das Sonntagskind erlauscht
- 1910 Babys erstes Geschichtenbuch (erschien 1929 in lateinischer Schrift)
- 1914 Huschelchen
- 1917 Lotte Naseweis
- 1923 Jungmädelgeschichten, ab der 3. Auflage „Die beiden Ilsen“
- 1931 Wir Mädels aus Nord und Süd
- 1932 Für meine Nesthäkchenkinder

### Kurzgeschichten
- 1898: Im Bahnhofsrestaurant Danziger Röss’l (privat)[47][48]
- 1906: Prinzessin Schneeflocke, S. 24–30 (Kinder-Kalender des Globus Verlag 1906), erschien später noch einmal in Lilli Liliput.
Auf dem Schutthaufen, S. 81–86 (Kinder-Kalender des Globus Verlag 1906).
Aus Stein, S. 59–66 (Auerbach’s Deutscher Kinderkalender 25. Jahrgang).
ca. 50-seitigen „Kalender mit 12 Märchen“, verfasst von Else Ury. Es handelt sich um Neufassungen von bekannten Kindermärchen (Album 1906 „Das Theater“ von Benno Jacobson, N. Israel Berlin)
Inventur, Leipziger Tageblatt Nr. 587/100. Jahrgang (30. Dezember 1906).
- 1907: Der Geis – Sepp, S. 121–127 (Kinder-Kalender des Globus Verlag 1907).
In die weite Welt S. 73–76 mit einem Bild von Werner Zehme (Kinderlust Jg. 13, Velhagen und Klasing).
- 1908: Komödiantengretel, S. 37–48 (Kinder-Kalender des Globus Verlag 1908), erschien später noch einmal in „Huschelchen“.
In der Rumpelkammer, S. 109–115 (Auerbach’s Deutscher Kinderkalender 26. Jahrgang).
Backfischchen als Wirtin, S. 518–520; Die junge Gärtnerin, S. 443 ff (Das Kränzchen. 21)
Das Tanzstundenballkleid, S. 248 (Anonym erschienen in Das Kränzchen 21)[49]
Wie Spiele ich mit der kranken Schwester, S. 286, (Anonym erschienen in Das Kränzchen 21).[49]
Jungfer Rührmichnichtan, S. 33–45, erschien später noch einmal in „Huschelchen“, (Der Jugendgarten 33).
- 1908: Der Strom der Vergessenheit. In: Das Blatt der Hausfrau. 18. Jahrgang, Nr. 24. Wien 15. März 1908, S. 578 (Digitalisat [abgerufen am 1. November 2022]).
- 1909: Das Liserl von der Alm, S. 37–46 (Kinder-Kalender des Globus Verlag 1908), erschien später noch einmal in „Huschelchen“.
Die Leseratte, S. 295–299, erschien später noch einmal in „Lotte Naseweis“; Am Nordseestrand, S. 772 ff (ohne Autorenangabe) (Das Kränzchen. 22)
Ein Nordpolfest, S. 252, (Anonym erschienen in Das Kränzchen 22).[49]
"Ich gratuliere", S. 375–376, (Anonym erschienen in Das Kränzchen 22).[49]
Osterhase an der Arbeit, S. 446, (Anonym erschienen in Das Kränzchen 22).[49]
Ein Ereignis, S. 534, (Anonym erschienen in Das Kränzchen 22).[49]
Am Strande, S. 534, (Anonym erschienen in Das Kränzchen 22).[49]
Am Nordseestrand, S. 772ff, (Anonym erschienen in Das Kränzchen 22).[49]
Die Anglerin, S. 792, (Anonym erschienen in Das Kränzchen 22).[49]
Poesie und Wirklichkeit, S. 826–827, (Anonym erschienen in Das Kränzchen 22).[49]
- 1910: Lieschen Vogelscheuche, S. 27–376 (Kinder-Kalender des Globus Verlag 1908), erschien später noch einmal in „Huschelchen“.
Der erste Ausflug, S. 757 ff (Das Kränzchen 23)
Aus dem Arlberggebiet, Für Reise und Wanderung, Beilage 14. Sept., Feuilleton (Königlich privilegierte Berlinische Zeitung (Vossische Zeitung), Nr. 431).
Mutterfreuden, Morgenausgabe, 10. Dez. (Königlich privilegierte Berlinische Zeitung (Vossische Zeitung), Nr. 579).
Das neue Fräulein, S. 1–22, erschien später noch einmal in „Huschelchen“; Die jungen Künstlerinnen S. 238–241 (Der Jugendgarten 35).
Lottes Meisterstück, S. 29–30, (Anonym erschienen in Das Kränzchen 23).[49]
Margueriten, S. 46, (Anonym erschienen in Das Kränzchen 23).[49]
Morgenritt, (Anonym erschienen in Das Kränzchen 23).[49]
Das Weihnachtsbäumchen, S. 213, (Anonym erschienen in Das Kränzchen 23).[49]
In der Pflanzschule, S. 455, (Anonym erschienen in Das Kränzchen 23).[49]
Erntesegen, S. 727, (Anonym erschienen in Das Kränzchen 23).[49]
Vaters kleine Hexe, S, 806, (Anonym erschienen in Das Kränzchen 23).[49]
Mutterfreuden, Vossische Zeitung[47]
Aus dem Alberggebirge, Globus[47]
- 1911: Huschelchen, S. 129–138 (Kinder-Kalender des Globus Verlag 1911), erschien später noch einmal in „Huschelchen“.
Das Freibillet, S. 184 ff (Das Kränzchen 24)
Die erste Lüge, S. 27–29 (Wegweiser für die Jugendliteratur. Hrsg. M. Spanier, Jahrgang 7, Nr. 4).
Wasserratten, S. 146–150; Onkel Ernst „Vielliebchen“, S. 205–211 (Der Jugendgarten 36).
Am Strande, S. 4, (Anonym erschienen in Das Kränzchen 24).[49]
Ein gemütliches Eckchen, S. 359, (Anonym erschienen in Das Kränzchen 24).[49]
- 1912: Der Kaiser vom Bleisoldatenland, S. 48–56 (Meidinger’s Kinderkalender. Berlin: Meidinger’s Jugendschriften Verlag).
Fräulein Professor, S. 312 ff, erschien später noch einmal in „Lotte Naseweis“; Backfischchen auf Reisen, S. 696 ff (Das Kränzchen 25)
Die Letzte, S. 36–60, erschien später noch einmal in „Huschelchen“ (Der Jugendgarten 37).
- 1913: Sommersingen, S. 127–137 (Meidinger’s Kinderkalender. Berlin: Meidinger’s Jugendschriften Verlag).
Hänschen Tunichtgut, S. 152 ff, nicht identisch mit dem gleichnamigen Buch (Das Kränzchen 26).
Lotte Naseweis, S. 65–79, erschien später noch einmal in „Lotte Naseweis“ (Der Jugendgarten 38).
- 1914: Eine kleine Heldin, S. 131–144 (Meidinger’s Kinderkalender. Berlin: Meidinger’s Jugendschriften Verlag), erschien später noch einmal in „Huschelchen“.
Kornblumentag S. 1–20, erschien später noch einmal in „Lotte Naseweis“; Weihnachtskotillion S. 169–175 (Der Jugendgarten 39).
- 1915: Goldhänschen, S. 131–149 (Meidinger’s Kinderkalender. Berlin: Meidinger’s Jugendschriften Verlag), erschien später noch einmal in „Lotte Naseweis“.
Ilses erster Geburtstag, S. 151–157 (Herzblättchens Zeitvertreib 61).
Eine lustige Musikstunde, S. 169–177 (Der Jugendgarten 40).
Eine Fahrt nach Kowno, S. 788–792, (Anonym erschienen in Das Kränzchen 28).[49]
- 1916: Die kleine Samariterin, S. 21–32 (Meidinger’s Kinderkalender. Berlin: Meidinger’s Jugendschriften Verlag), erschien später noch einmal in „Lotte Naseweis“.
Eva, das Kriegskind, S. 87–113, erschien später noch einmal in „Lotte Naseweis“ (Der Jugendgarten 41).
- 1917: Hänschens Ritt zu Hindenburg, S. 18–28 (Meidinger’s Kinderkalender. Berlin: Meidinger’s Jugendschriften Verlag).
Die beste Freundin, S. 257–283, erschien später noch einmal in „Lotte Naseweis“; Was die Strandkörbe erlebten, S. 90–112 (Der Jugendgarten 42).
- 1917/18: Knecht Ruprechts Irrtum.
Knecht Ruprechts Irrtum (Teil 1). In: Onkel Franz. Illustrierte Jugend-Zeitung (Wochenbeilage zum „Prager Tagblatt“). Prag 23. Dezember 1917, S. 9–10 (Digitalisat [abgerufen am 1. November 2022]).
Knecht Ruprechts Irrtum (Teil 2). In: Onkel Franz. Illustrierte Jugend-Zeitung (Wochenbeilage zum „Prager Tagblatt“). Prag 30. Dezember 1917, S. 9–10 (Digitalisat [abgerufen am 1. November 2022]).
Knecht Ruprechts Irrtum (Teil 3). In: Onkel Franz. Illustrierte Jugend-Zeitung (Wochenbeilage zum „Prager Tagblatt“). Prag 6. Januar 1918, S. 9–10 (Digitalisat [abgerufen am 1. November 2022]).
- 1918: Wie Rudi die kleinen Prinzen kennen lernte, S. 19–29 (Meidinger’s Kinderkalender. Berlin: Meidinger’s Jugendschriften Verlag).
Schwäbische Wanderfahrt, S. 567 ff (Das Kränzchen 31).
- 1919: Kriegsmetall, S. 43–52 (Meidinger’s Kinderkalender. Berlin: Meidinger’s Jugendschriften Verlag).
Der zwölfte Geburtstag, S. 257–279 (Der Jugendgarten 44).
- 1920: Mäuschens Weihnacht, S. 155–164 (Meidinger’s Kinderkalender. Berlin: Meidinger’s Jugendschriften Verlag).
Die zerbrochene Hochzeitstasse, S. 205–236, erschien später noch einmal in „Für meine Nesthäkchenkinder“ (Der Jugendgarten 45).
- 1921: Ruths Brüderchen, S. 10–20 (Meidinger’s Kinderkalender. Berlin: Meidinger’s Jugendschriften Verlag).
Die Kinderhirtin, S. 610 ff, erschien später noch einmal in „Jungmädelgeschichten“ (Das Kränzchen 34).
- 1922: Der Hertasee, S. 87–115, erschien später noch einmal in „Jungmädelgeschichten“ (Der Jugendgarten 47).
- 1925: Im Trödelkeller, S. 99–106 (Jugendschriften-Kommission des U. O. Bnei Briß (Hrsg.), Sammlung preisgekrönter Märchen und Sagen, Loewes-Verlag Ferdinand Carl, Stuttgart.)
- 1926: Knecht Ruprechts Rundfunk, S. 149–151 (Meidinger’s Kinderkalender. Berlin: Meidinger’s Jugendschriften Verlag).
Spottdrossel, S. 179–193, erschien später noch einmal in „Für meine Nesthäkchenkinder“ (Töchter – Album 73).
- 1927: Nesthäkchenpost, S. 169 ff (Meidinger’s Kinderkalender. Berlin: Meidinger’s Jugendschriften Verlag).
Lising von der Waterkant, S. 83–104, erschien später noch einmal in „Wir Mädels aus Nord und Süd“ (Töchter – Album 74).
Camelia, das Fischerkind von Capri, S. 1–38, erschien später noch einmal in „Wir Mädels aus Nord und Süd“ (Der Jugendgarten 52).
- 1928: Nesthäkchenpost, S. 155 ff (Meidinger’s Kinderkalender. Berlin: Meidinger’s Jugendschriften Verlag).
Marga la Tedesca, S. 197–217, erschien später noch einmal in „Wir Mädels aus Nord und Süd“ (Töchter – Album 75).
In der Leipziger Straße, S. 119–121 (Der Jugendgarten 53).
- 1929: Nesthäkchenpost, S. 141 ff (Meidinger’s Kinderkalender. Berlin: Meidinger’s Jugendschriften Verlag).
Der schöne grüne Luftballon, S. 56–60 (Herzblättchens Zeitvertreib 75).
Margot der Bücherwurm, S. 1–12 (Der Jugendgarten 54).
- 1930: Lores größter Wunsch, S. 49–69 (Der Jugendgarten 55).
- 1931: Erika macht schlechtes Wetter, S, 158–173, erschien später noch einmal in „Für meine Nesthäkchenkinder“ (Der Jugendgarten 56).
Trip - Trip - Tröpfchen, Schutzengel. Ein Freund, Lehrer und Führer der Kinder. Donauwörth: Verlag Ludwig Auer, Nr. 23./ 56. Jahrgang[50] (Auch erschienen in Babys erstes Geschichtenbuch)
- 1933: Tante Eilig, S. 243–262 (Der Jugendgarten 58).

### Übersetzungen
Holland
- 1915 Olga Anderson (=Kommerzienrats Olly) (Van Holkema & Warendorf, Amsterdam)
- 1931 Benjaminnetje en haar poppen (=Nesthäkchen und ihre Puppen) (Van Holkema & Warendorf, Amsterdam)
- 1932 Benjaminnetje’s eerste schooljaar (=Nesthäkchens erstes Schuljahr) (Van Holkema & Warendorf, Amsterdam)
- 1934 Benjaminnetje op Sonnevanck (=Nesthäkchen im Kinderheim) (Van Holkema & Warendorf, Amsterdam)

Finnland
- 1924 Hannu veitikka: kertomus nuorille (=Hänschen Tunichtgut) (Kustannusosakeyhtiö Kirja, Helsinki)

Schweden
- 1923 Rådsherretösen i Rothenburg: en berättelse för unga flickor (=Das Ratstöchterlein von Rothenburg) (Chelius, Stockholm)

Schweiz/Frankreich
- 1931 Benjamine et ses poupées (=Nesthäkchen und ihre Puppen) (Delachaux et Niestlé, Neuchâtel (Suisse), Paris)
- 1932 Benjamine à l’école (=Nesthäkchens erstes Schuljahr) (Delachaux et Niestlé, Neuchâtel (Suisse), Paris)
- 1933 Benjamine au bord de la mer (=Nesthäkchen im Kinderheim) (Delachaux et Niestlé, Neuchâtel (Suisse), Paris)

Norwegen
- 1936 Annemor og dukkene hennes (=Nesthäkchen und ihre Puppen) (N. W. Damm & Søn, Oslo)
- 1937 Annemor på skolen (=Nesthäkchens erstes Schuljahr) (N. W. Damm & Søn, Oslo)
- 1938 Annemor drar hjemmefra (=Nesthäkchen im Kinderheim) (N. W. Damm & Søn, Oslo)
- 1939 Annemor på egen hånd (=Nesthäkchens Backfischzeit) (N. W. Damm & Søn, Oslo)

USA
- 2006 Nesthäkchen and the World War (Translated from the German, annotated, and introduced by Steven Lehrer) Externer Link, der erläutert, warum Steven Lehrer dieses Buch übersetzte

### Nach 1950 in gekürzter und überarbeiteter Form wieder aufgelegt
Im Hoch-Verlag Düsseldorf erschienen von 1950 bis 1956 „bearbeitete“ und gekürzte Ausgaben der „Nesthäkchen“ und „Professors Zwillinge“-Reihe ohne jegliche Angaben zur Biografie der Autorin.
- Die „Nesthäkchen“ Reihe (ohne Band 4 Nesthäkchen und der Weltkrieg)

1950–56 Hoch Verlag (bearbeitet), Anmerkung: Ohne ausdrücklichen Hinweis auf diese einschneidende Bearbeitung wird in Band 3 Nesthäkchen im Kinderheim in einem zusätzlichen Schlusskapitel „Kriegszeit“ der Band Nesthäkchen und der Weltkrieg zusammenfassend angefügt, um Annemarie Brauns spätere Freundin Vera einzuführen.
1983, Tosa Verlag. Der Band Nesthäkchen ist eine stark gekürzte und erneut sprachlich bearbeitete Zusammenfassung der Hoch-Verlag-Ausgaben von Nesthäkchen und ihre Puppen, Nesthäkchens erstes Schuljahr, Nesthäkchen im Kinderheim, Nesthäkchens Backfischzeit und Nesthäkchen fliegt aus dem Nest.
1983, Tosa Verlag. Der Band Nesthäkchen und ihre Küken ist eine gekürzte Zusammenfassung der Hoch-Verlag-Ausgaben von Nesthäkchen und ihre Küken, Nesthäkchens Jüngste, Nesthäkchen und ihre Enkel und Nesthäkchen im weißen Haar.
1993 Thienemann Verlag (nochmals neu bearbeitet von Gunther Steinbach)
- Die „Professors Zwillinge“ Reihe

1950/1951 Hoch Verlag Band 1–3 (bearbeitet von Maria Schlatter)
1980 TOSA Verlag Band 1–5 (bearbeitet von Trude Wilhelmy)
- „Lilli Liliput“ 1951 Finck Verlag, Bremerhaven (Das letzte Kapitel fehlt in dieser Ausgabe)

## Verfilmungen
- 1983 Nesthäkchen (filmische Umsetzung der ersten 3 Bände der Reihe durch das ZDF (3 VHS/2x3 DVD))

## Hörspiele
Nesthäkchen
- 1975 Nesthäkchen und ihre Puppen (RCA (MC/LP))
- 1975 Nesthäkchens erste Schuljahre (RCA (MC/LP?))
- 1983 Nesthäkchen und ihre Puppen (Sonocord (MC/LP), Karussell (MC), Ariola (MC))
- 1983 Nesthäkchens erstes Schuljahr (RCA (MC?/LP), Sonocord (MC/LP?))
- 1983 Nesthäkchens erstes Schuljahre (Karussell (MC), Ariola (MC))
- 1983 Nesthäkchen im Kinderheim (Ariola (MC))
- 2005 Nesthäkchen 1 (Junior CD)
- 2005 Nesthäkchen 2 (Junior CD)
- 2005 Nesthäkchen 3 (Junior CD)
- 2008 Nesthäkchen und ihre Puppen. Gelesen von Stefanie Stappenbeck, Der Audio Verlag (DAV), Berlin, 2008, ISBN 978-3-89813-710-2 (Lesung, 2 CDs, 139 Min.)

Professors Zwillinge Serie: Hörspiel von Fränze Arndt nach Else Ury
- 1978 Professors Zwillinge: Bubi und Mädi (Zebra (MC/LP))
- 1978 Professors Zwillinge in der Waldschule (Zebra (MC/LP))
- 1978 Professors Zwillinge in Italien (Zebra (MC/LP))
- 1978 Professors Zwillinge im Sternenhaus (Zebra (MC/LP))
- 1978 Professors Zwillinge: von der Schulbank ins Leben (Zebra (MC/LP))